# Дус'єво
Ду́с'єво (рос. Дусьево) — село в Кіровському районі Ленінградської області, Росія.